# 筛选键
筛选键（英語：FilterKeys）是微软Windows操作系统中的一项辅助功能，主要针对手部震颤的用户，可以忽略用户短暂或重复的击键行为。

## 历史
该功能最早出现在Windows 95中，而在最新版Windows中也可使用。

## 使用
默认状态下按右侧Shift键8秒钟可以激活该功能。也可以在Windows控制面板中开关该功能。